# Mảng bám răng
Mảng bám răng hay bựa răng là một lớp màng sinh học không màu hoặc hơi ngà tạo thành trên bề mặt răng do vi khuẩn, nước bọt và thức ăn thừa tạo thành. Các mảng bám răng nếu không được vệ sinh thường xuyên, có thể gây ra những vấn đề nghiêm trọng như sâu răng, viêm nướu hay nhiệt miệng (lở miệng). Theo thời gian, mảng bám răng có thể vôi hóa dọc theo lợi, tạo thành cao răng. Đánh răng thường xuyên sau mỗi bữa ăn hay dùng chỉ tơ nha khoa và nước súc miệng có thể ngăn ngừa các mảng bám này.
Hầu hết các vi sinh vật tạo nên màng sinh học là các vi khuẩn (chủ yếu là Streptococcus và các vi khuẩn yếm khí), với thành phần thay đổi tùy theo các vị trí trong miệng. Streptococcus mutan là các vi khuẩn quan trọng nhất có liên quan đến chứng sâu răng.
Một số vi khuẩn trong miệng sống bằng thức ăn thừa, đặc biệt là đường và tinh bột. Trong môi trường thiếu oxy, chúng tạo ra axit lactic, axit này hòa tan calci và phosphor tại men răng. Quá trình này dẫn tới việc răng bị hỏng. Nước bọt dần dần trung hòa các axit làm tăng độ pH ở bề mặt răng lên trên mức nguy hiểm, nhờ đó các chất khoáng bị hòa tan lại quay trở lại men răng. Nếu thời gian giữa những lần ăn đủ dài thì ảnh hưởng của các axit bị hạn chế và răng có thể tự phục hồi. Tuy nhiên, nước bọt không thể thấm qua mảng bám răng để trung hòa axit do vi khuẩn tạo ra.